# Mary le petit mousse
Pour plus de détails, voir Fiche technique et Distribution.
Mary le petit mousse (The Mate of the Sally Ann) est une comédie dramatique américaine réalisée par Henry King, sortie en 1917.

## Synopsis
Le vieux Capitaine Ward, qui hait la société, vit dans l'épave de son bateau avec sa petite-fille Sally, qu'il empêche de rencontrer des étrangers. Comme la mère de Sally est morte en la mettant au monde sans révéler le nom du père de l'enfant, le capitaine a fait le vœu de venger sa mort. Quand Sally trouve Teddy, un chien boiteux, elle le fait entrer en cachette à bord mais il s'enfuit. Elle le suit jusqu'à une belle maison appartenant au célèbre Juge Gordon. Hugh Schuyler, un jeune ami du juge, et Sally tombent amoureux l'un de l'autre. Après que le capitaine a chassé Hugh, Sally assiste à une fête donnée par le juge, vêtue de beaux habits que lui a achetés le juge, mais le capitaine la retrouve et l'emmène hors de la fête. Quand le juge rend visite au capitaine et confirme qu'il pense être le père de Sally, le capitaine tente de le tuer. Sally reçoit un coup dans la bagarre et, lorsqu'elle se réveille, apprend que le juge a fourni la preuve qu'il s'était marié secrètement avec sa mère, mais qu'il avait perdu contact avec elle à la suite d'une maladie. Sally accepte la demande en mariage de Hugh, et ils partent tous en bateau, avec le juge, le capitaine et Teddy.

## Fiche technique
- Titre : Mary le petit mousse
- Titre original : The Mate of the Sally Ann
- Réalisation : Henry King
- Scénario : Elizabeth Mahoney
- Photographie : John F. Seitz
- Production : Samuel S. Hutchinson
- Société de production : American Film Company
- Société de distribution : Mutual Film Corporation
- Pays de production :  États-Unis
- Langue : anglais
- Format : Noir et blanc - 35 mm - 1,37:1 - Muet
- Genre : Comédie dramatique
- Durée : 50 minutes (5 bobines)
- Date de sortie :
  - États-Unis : 26 novembre 1917

## Distribution
- Mary Miles Minter : Sally
- Alan Forrest : Hugh Schuyler
- George Periolat : Capitaine Ward
- Jack Connolly : Juge Gordon
- Adele Farrington : Mme Schuyler
- le chien Teddy